# Psychedelische muziek
Psychedelische muziek is de verzamelnaam voor een verscheidenheid aan muziekgenres die beïnvloed zijn door de psychedelische cultuur en proberen de ervaring onder invloed te zijn van hallucinogene drugs na te bootsen of te versterken.
De muzieksoort is sterk verbonden met de cultuur rond de hippies en flowerpower. Psychedelica is door de jaren heen altijd een inspiratie geweest. Tot op de dag van vandaag wordt er muziek gemaakt die de term 'psychedelisch' waardig is.
De stijl openbaarde zich halverwege de jaren zestig onder folkrock- en bluesrockbands in de Verenigde Staten en Groot-Brittannië. Binnen het genre werden vaak nieuwe opname-technieken en geluidseffecten toegepast, alsmede niet-westerse klanken als raga's en drones uit de Indiase muziek. Door effectapparatuur voor extreme klankvervorming, extended technique, minimalistische muziek en improvisatie heeft de muziek een sferisch karakter.
Het genre kreeg een herleving in het muziekgenre New Weird America dat ontstond rond het jaar 2000.